# Per Gulbrandsen
Per Ziegler Gulbrandsen (født 18. juli 1897, død 2. november 1963) var en norsk roer fra Oslo.
Gulbrandsen vandt bronze i firer med styrmand ved OL 1920 i Antwerpen, sammen med Theodor Klem, Henry Ludvig Larsen, Birger Var og styrmand Thoralf Hagen. Båden indledte med at vinde sit indledende heat, men i finalen kunne de sammen med amerikanerne ikke følge med den schweiziske båd, der vandt guld. De to øvrige både kom ind i samme tid, men amerikanerne fik sølvmedaljen.

## OL-medaljer
- 1920:  Bronze i firer med styrmand